# 1025 Riema
1025 Riema là một tiểu hành tinh nằm trong vành đai tiểu hành tinh chính. Tiểu hành tinh này thuộc họ tiểu hành tinh Hungaria. Nó được phát hiện bởi Karl Wilhelm Reinmuth ngày 12 tháng 8 năm 1923. Tên ban đầu của nó là 1923 NX. Nó được đặt theo tên Johannes Karl Richard Riem.